# Талды-Сууский аильный округ
Талды-Сууский аильный округ (аймак) — административная единица в Тюпском районе Иссык-Кульской области Кыргызстана.
Код COATE — 41702 225 876 00 0

## Население
По данным переписи 2022 года, в аильном округе проживало 10 680 человек.

## Известные уроженцы
- Дикамбаев, Казы Дикамбаевич — советский партийный и государственный деятель Киргизской ССР, председатель Совета Министров Киргизской ССР.
- Уркаш Мамбеталиев — известен как народный артист киргизского народа, поэт и сказочник.
- Салиева, Батыш — советская партийная и государственная деятельница. Депутат Верховного Совета СССР двух созывов.
- Айша Карасаева — киргизская киноактриса, сыгравшая впервые главную роль в полнометражном игровом фильме «Крытый фургон», ученый-филолог, а также профессиональная стенографистка-машинистка кыргызском и русском языках, автор первого учебника стенографии в тюркоязычном мире.
- Жыпар Жекшеевич — киргизский общественный деятель. Один из основателей движения «Ашар» и Демократического движения Кыргызстана. Наряду с другими активистами стоял у истоков создания демократических организаций, появившихся в годы Перестройки в Киргизской ССР. Внёс большой вклад в развитие демократии и гражданских преобразований в Кыргызстане.
- Абдраев, Карике Абдраевич — председатель Иссык-Кульского облисполкома (1970—1980), 1-й секретарь Таласского обкома КП Киргизии (1980—1986).
- Балбаков, Мурат Балбакович — доктор экономических наук, член-корреспондент НАН Кыргызстана.

## Административное деление
В состав Талды-Сууского аильного округа ныне входят населённые пункты:
- Талды-Суу
- Ичке-Суу
- Кёочу
- Корумду

## Примечание
1. ↑  Государственный классификатор система обозначений объектов административно-территориальных и территориальных единиц Кыргызской республики. Архивная копия от 18 марта 2018 на Wayback Machine — Бишкек: Национальный статистический комитет Кыргызской республики, 2017.
2. ↑  Численность населения областей, районов, городов,поселков городского типа, айылных аймаков и айылов (сел) Кыргызской Республики Архивная копия от 10 ноября 2021 на Wayback Machine (на 2022 год).